# Blaue Breitbandschwebfliege

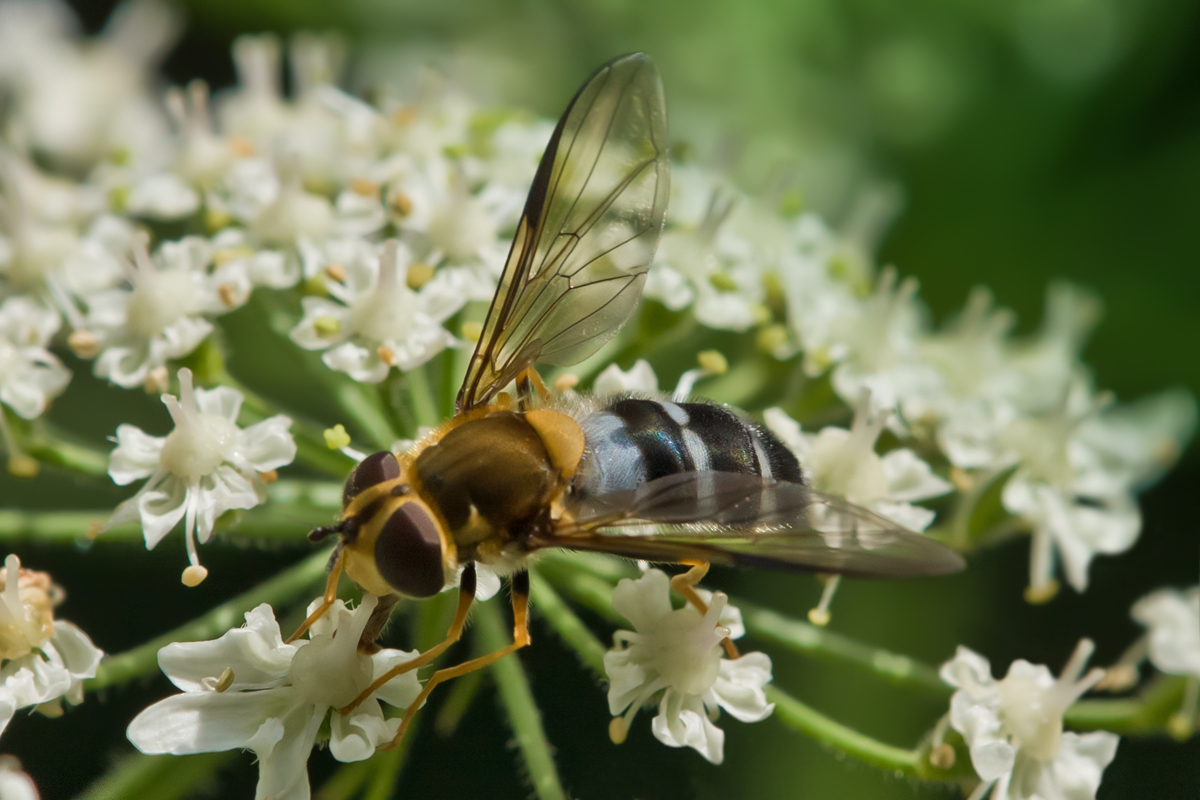
Das bräunlich gelbe Schildchen und die bläulichen Flecken unterscheiden sie deutlich von der ähnlichen Art Weiße Breitbandschwebfliege (Leucozona laternarius)

Die Blaue Breitbandschwebfliege (Leucozona glaucia, Syn.: Ischyrosyrphus glaucius) ist eine Fliege aus der Familie der Schwebfliegen (Syrphidae).

## Merkmale
Die Fliegen erreichen eine Länge von 10 bis 12 Millimetern und haben den für Schwebfliegen typischen syrphusartigen Körperbau. Die Stirn ist gelb gefärbt und besitzt einen behaarten schwarzen Fühlerfleck. Die Fühler sind schwarz gefärbt. Das Gesicht der Weibchen ist gelb und wird von einer schwarzen Mittelstrieme, die von den Ocellen bis zum Fühlerfleck reicht, durchzogen. Das Männchen besitzt keine Mittelstrieme. Das Schildchen (Scutellum) kann von bräunlichgelb bis hellgelb variieren und ist gelb behaart. Der Hinterleib ist länglich schmal und besitzt eine samtig schwarze Farbe, die von drei sehr breiten und bläulichen Binden unterbrochen ist. Man kann die Art deutlich durch das bräunlich gelbe Schildchen und die bläulichen Binden von der ähnlichen Weißen Breitbandschwebfliege (Leucozona laternarius) unterscheiden, da diese ein dunkles Schildchen und weißliche Binden besitzt.

## Vorkommen
Das Verbreitungsgebiet der Blauen Breitbandschwebfliegen reicht von Europa bis Japan. Sie sind in Mitteleuropa besonders häufig im Gebirge anzutreffen sowie neben Fließgewässern, in mit Bakterien durchsetztem Eichenwald und Ufergaleriewald. Dort auf Waldwegen, Waldschneisen und nicht selten auf Wiesen. Sie fliegen von Mai bis September, wobei der Höhepunkt der Flugzeit im Juli und August liegt.

## Lebensweise
Die Imagines bewegen sich die meiste Zeit ihres Lebens auf Bäumen oder Büschen (Arboreal) sowie als Blütenbesucher an verschiedenen Pflanzen. Dort bevorzugt auf Doldenblütlern, wo sie mit ihren Mundwerkzeugen Nektar und Pollen aufnehmen. Die Larven leben zoophag von Blattläusen. Sie sind Univoltin, das heißt, sie produzieren pro Jahr eine Generation.